# Gymnetina creatacea
Gymnetina creatacea är en skalbaggsart. Gymnetina creatacea ingår i släktet Gymnetina och familjen Cetoniidae. Utöver nominatformen finns också underarten G. c. sundbergi.